# Филатова, Любовь Васильевна
Любовь Васильевна Филатова — советский хозяйственный и государственный деятель, лауреат Государственной премии СССР за выдающиеся достижения в труде.

## Биография
Родилась в 1950 году в Брянской области. Член КПСС.
В 1968—1973 — ткачиха в Брянской и Ивановской областях, в 1973—1993 — прядильщица прядильно-ткацкой фабрики № 2 Шахтинского хлопчатобумажного комбината Министерства легкой промышленности РСФСР.
За большой личный вклад в увеличение выпуска и улучшение качества товаров народного потребления была в составе коллектива удостоена Государственной премии СССР за выдающиеся достижения в труде 1983 года.
Депутат Верховного Совета РСФСР 10-го и 11-го созывов. Делегат XXVI и XXVII съездов КПСС.
Живёт в Шахтах.

## Награды
- Орден Ленина (1986)
- Орден Трудового Красного Знамени
- Орден Трудовой Славы III степени